# Читання з аркуша

Відпочинок Караваджо під час втечі до Єгипту (1594–96)

У музиці читання з аркуша, або читання з листа (італ. prima vista, дослівно «з першого погляду»), — це практика виконання музичного твору, який виконавець не вивчав раніше і нотний текст якого бачить вперше. На відміну від розбору нотного тексту, читання з аркуша передбачає безупинну, цілісну гру, без одночасного виправлення помилок та повернення до того, що зіграно раніше.

## Психологія
Здатність читати з аркуша частково залежить від розвиненої короткочасної музичної пам'яті. Експеримент із читання з очей за допомогою пристрою відстеження очей показує, що висококваліфіковані музиканти, як правило, дивляться вперед, запам'ятовуючи ноти, допоки вони не будуть зіграні. В англійській термінології відстань між нотами, які музикант грає в даний момент часу і нотами, на які в цей же момент музикант дивиться називається eye–hand span.
Зберігання нотної інформації в пам'яті можна виразити через кількість інформації (навантаження) і час, протягом якого вона повинна зберігатися перед відтворенням (затримка). Співвідношення між навантаженням і затримкою змінюється відповідно до темпу, так що t = x/y, де t — зміна темпу, x — зміна навантаження, а y — зміна затримки. 
Людську пам'ять можна розділити на три великі категорії: довготривала пам'ять, сенсорна пам'ять і короткочасна (робоча) пам'ять. Відповідно до формального визначення, короткочасна пам'ять — це «система для тимчасового зберігання та керування інформацією, необхідною для виконання складних когнітивних завдань, таких як навчання, міркування та розуміння». Головною особливістю, яка відрізняє короткочасну пам'ять як від довготривалої, так і від сенсорної, є здатність цієї системи одночасно обробляти та зберігати інформацію. Інформація у короткочасній пам'яті є легкодоступною лише протягом невеликого проміжку часу після її обробки, що складає приблизно від п'ятнадцяти секунд до однієї хвилини.
Експерименти, пов'язані з обсягом пам'яті, були проведені Джорджем Міллером у 1956 році, який показав: «Найчастіша кількість елементів, які можуть зберігатися в робочій пам'яті, дорівнює п'яти плюс-мінус два». Однак, якщо ця інформація не буде збережена («консолідована») у довгостроковій пам'яті, вона швидко зникне.
Дослідження показують, що головною областю мозку, пов'язаною з робочою пам'яттю, є префронтальна кора. Префронтальна кора розташована в лобовій частці головного мозку. Ця область пов'язана з когнітивними функціями та містить дві основні нейронні петлі або шляхи, найважливіші для обробки завдань через оперативну пам'ять: візуальну та фонологічну.

## Педагогіка
Читання нот з аркуша на основі упорядкованого навчального матеріалу різних стилів і напрямків розширює безпосереднє поле культурної діяльності студентів (учнів), надає можливості індивідуального накопичення власного виконавського досвіду і знань, підвищує індивідуально-культурний рівень особистості, розширюють межі пізнання музичної літератури, створюють передумови для самостійного музикування.
Згідно  дослідженнями Д.Гарді 86% вважають читання з акруша дуже важливою навичкою, проте лише 7% займаються цим систематично. Причинами були названі відсутність знань про те, як викладати, невідповідність навчальних матеріалів і брак власних навичок читання з аркуша. Вчителі також наголошують, що акцент на підготовці програм для концертного виконання шкодить розвитку навичок читання з аркуша. 
На думку Д. Гарді читання з аркуша передбачає такі вміння:
- Технічні навички підбору аплікатури;
- Знання топографії клавіатури;
- Тактильні засоби (психомоторика) і пам'ять;
- Здатність читати, розпізнавати та запам’ятовувати групи нот (фрази, інтервали і акорди, музичні фрази,  ритмічні малюнки тощо);
- Здатність читати та запам’ятовувати наперед;
- Навички слухових уявлень;
- Здатність тримати основний пульс, читати і запам'ятовувати ритм;
- Розуміння структури і теорії музики.

Бошамп виділяє такі навички читання з аркуша: 
1. Знання нотного запису (на двох нотоносцях)
2. Впевнене володіння позиціями з п’яти пальців
3. Впевнене знання топографії клавіатури
4. Розуміння основних типів акомпанементу
5. Розуміння основних принципів аплікатури

На думку В. Ходоровського важливим є вміння визначити у незнайомій музиці основне та головне, що розкриває її художній зміст.

## Читання з аркуша в професійній практиці
Навички читання з аркуша зазвичай є однією з вимог прийому музикантів на роботу в професійні оркестри (напр. в Національній опері, Муніципальній київській опері). 
Джазовий музикант Кевін Макнерні так описує прослуховування для оркестрів джазової лабораторії Університету Північного Техасу як майже повністю засноване на читанні з аркуша: «ви заходите в кімнату і бачите перед собою три-чотири пюпітри, кожен із музичним твором (у різних стилях. . . ). Потім вас просять прочитати кожен твір по черзі».
За словами І. Фрейзера, читання партитур є важливою навичкою для тих, хто цікавиться диригентською професією, і «такі диригенти, як покійний Роберт Шоу та Йоель Леві, володіють неймовірно сильними навичками гри на фортепіано та можуть одразу читати оркестрові партитури за фортепіано» (цей процес вимагає від піаніста миттєвого фортепіанного скорочення ключових частин партитури).